# آسیا وامتیوگینا
آسیا وامْتیوگینا (لهستانی: Asja Łamtiugina؛ ‏ ۸ نوامبر ۱۹۴۰ – ۳۱ مارس ۲۰۲۳) بازیگر و کارگردان نمایش اهل لهستان بود. او کارش را با اجرای نمایش در سال ۱۹۶۴ در گورژوف ویلکوپولسکی آغاز کرد و بعدها با بزرگانی چون کریشتوف کیشلوفسکی، آندری وایدا و کشیشتف زانوسی همکاری کرد. او نخستین کارگردانی تئاتر را در سال ۱۹۹۵ با اجرای نمایشنامه‌ای از خودش انجام داد.
از فیلم‌ها یا مجموعه‌های تلویزیونی که وی در آن‌ها نقش داشته است، می‌توان به پسرها گریه نمی‌کنند، در خیابان سپولنی (آخرین نقش‌آفرینی)، ع چون عشق، چهار تانکچی و یک سگ، پان تادئوش، زخم و زندگی برای زندگی: ماکسیمیلیان کلبه اشاره نمود.